# Dajabón (province)
Dajabón est l'une des 32 provinces de la République dominicaine. Son chef-lieu porte le même nom : Dajabón. Elle est limitée au nord par la province de Monte Cristi, à l'est par celle de Valverde, au sud par celle d'Elías Piña et à l'ouest par Haïti.